# RGN
RGN (англ. Regucalcin) – білок, який кодується однойменним геном, розташованим у людей на X-хромосомі. Довжина поліпептидного ланцюга білка становить 299 амінокислот, а молекулярна маса — 33 253.
| 10         |  | 20         |  | 30         |  | 40         |  | 50         |
| ---------- |  | ---------- |  | ---------- |  | ---------- |  | ---------- |
| MSSIKIECVL |  | PENCRCGESP |  | VWEEVSNSLL |  | FVDIPAKKVC |  | RWDSFTKQVQ |
| RVTMDAPVSS |  | VALRQSGGYV |  | ATIGTKFCAL |  | NWKEQSAVVL |  | ATVDNDKKNN |
| RFNDGKVDPA |  | GRYFAGTMAE |  | ETAPAVLERH |  | QGALYSLFPD |  | HHVKKYFDQV |
| DISNGLDWSL |  | DHKIFYYIDS |  | LSYSVDAFDY |  | DLQTGQISNR |  | RSVYKLEKEE |
| QIPDGMCIDA |  | EGKLWVACYN |  | GGRVIRLDPV |  | TGKRLQTVKL |  | PVDKTTSCCF |
| GGKNYSEMYV |  | TCARDGMDPE |  | GLLRQPEAGG |  | IFKITGLGVK |  | GIAPYSYAG  |

A: Аланін

C: Цистеїн

D: Аспарагінова кислота

E: Глутамінова кислота

F: Фенілаланін

G: Гліцин

H: Гістидин

I: Ізолейцин

K: Лізин

L: Лейцин

M: Метіонін

N: Аспарагін

P: Пролін

Q: Глутамін

R: Аргінін

S: Серин

T: Треонін

V: Валін

W: Триптофан

Кодований геном білок за функцією належить до гідролаз. 
Задіяний у такому біологічному процесі, як альтернативний сплайсинг. 
Білок має сайт для зв'язування з іонами металів, іоном цинку, іоном кальцію. 
Локалізований у цитоплазмі.